# ジーナ・バッカウアー国際ピアノコンクール
ジーナ・バッカウアー国際ピアノ・コンクール（Gina Bachauer International Piano Competition）は、ジーナ・バッカウアー国際ピアノ財団が開催しているピアノコンクールである。

## 概要
クライバーン、クリーブランドと並んで、アメリカ国内では3番目の規模を誇るコンクールである。コンチェルト以外は何を弾いてもよいため、セドリック・ペシャはバッハのゴルトベルク変奏曲を予選で弾いて優勝した。2018年度は大きく規約が変更され、国際予選を済ませた人物による20分、40分、60分、コンチェルト2曲で戦わせている。
国際コンクールの数が増えすぎたため、現在は4年に1度へ変更されたと同時に課題曲が増加した。1983年から2011年まで国際音楽コンクール世界連盟の登録コンクールであったが、2012年以後は脱退している。

## 優勝者
- 2018年 – シン・チャンギョン[3]
- 2014年 – アンドレイ・ググニン
- 2010年 – ルーカス・ゲニューシャス
- 2008年 – アリスト・シャム
- 2006年 – スティーブン・ベウス
- 2002年 – セドリック・ペシャ
- 1998年 – ロリ・シムズ
- 1994年 – ニコラ・アンゲリッシュ
- 1991年 – Gail Niwa, USA
- 1988年 – コン・シャン・トン, China
- 1986年 – Alec Chien, China
- 1984年 – David Buechner, USA
- 1982年 – Michael Gurt, USA
- 1980年 – Duane Hulbert, USA
- 1979年 – Panayis Lyras, USA
- 1978年 – Arthur Greene, USA
- 1977年 – Christopher Giles, USA
- 1976年 – Douglas Humpherys, USA